# Amatorculus
Amatorculus är ett släkte av spindlar. Amatorculus ingår i familjen hoppspindlar.
Kladogram enligt Catalogue of Life:
| Amatorculus | \| \| Amatorculus cristinae \| \| \| \| \| \| Amatorculus stygius \| \| \| \| |
|             | \| \| Amatorculus cristinae \| \| \| \| \| \| Amatorculus stygius \| \| \| \| |
|             | Amatorculus cristinae                                                         |
|             |                                                                               |
|             | Amatorculus stygius                                                           |
|             |                                                                               |